# Cantonul Montendre
Cantonul Montendre este un canton din arondismentul Jonzac, departamentul Charente-Maritime, regiunea Poitou-Charentes, Franța.

## Comune
| Comune                | Populație (1999) | Cod poștal | Cod INSEE |
| --------------------- | ---------------- | ---------- | --------- |
| Bran                  | 122              | 17210      | 17061     |
| Chamouillac           | 308              | 17130      | 17081     |
| Chartuzac             | 159              | 17130      | 17092     |
| Corignac              | 321              | 17130      | 17118     |
| Coux                  | 433              | 17130      | 17130     |
| Expiremont            | 116              | 17130      | 17156     |
| Jussas                | 101              | 17130      | 17199     |
| Messac                | 109              | 17130      | 17231     |
| Montendre             | 3 140            | 17130      | 17240     |
| Pommiers-Moulons      | 186              | 17130      | 17282     |
| Rouffignac            | 427              | 17130      | 17305     |
| Souméras              | 321              | 17130      | 17432     |
| Sousmoulins           | 207              | 17130      | 17433     |
| Tugéras-Saint-Maurice | 327              | 17130      | 17454     |
| Vanzac                | 175              | 17500      | 17458     |